# كونيزة سومطرية
كونيزة سومطرية (الاسم العلمي: Conyza sumatrensis) هي نوع من النباتات يتبع جنس الكونيزة من الفصيلة النجمية.